# Виамаджо (перевал)
Виамаджо (итал. Viamaggio) — горный перевал в Апеннинах.

## Описание
Высота перевала — 983 м над уровнем моря. Находится в Тоскано-Эмилианских Апеннинах, между долиной реки Мареккья в области Эмилия-Романья и долиной верхней части реки Тибр. Он соединяет Романью (Римини) с северо-восточной Тосканой (Сансеполькро и Ареццо).
Известный и посещаемый с древних времён, в римскую эпоху через него проходила дорога Итер Тиберинум, или виа Ариминенсис, древняя дорога, соединявшая Ареццо с колонией Римини. Эта дорога, не будучи консульской, однако не следовала нынешнему маршруту Страда Мареккьезе, а вела к Пьеве-Санто-Стефано и проходила через долину ручья Синиджола (нынешняя виа Чербайоло, с одноимённым скитом, начинающимся в нескольких десятках метров от перевала).